# Paramesembrius bellus
Paramesembrius bellus är en tvåvingeart som beskrevs av Li 1997. Paramesembrius bellus ingår i släktet Paramesembrius och familjen blomflugor. Inga underarter finns listade i Catalogue of Life.